# ویکتوریا وودهال
ویکتوریا وودهال (به انگلیسی: Victoria Woodhull) (زاده ۲۳ سپتامبر ۱۸۳۸ – درگذشته ۹ ژوئن ۱۹۲۷) سیاستمدار سنت‌شکن، روزنامه‌نگار، فعال سرسخت حقوق زنان و بانکدار آمریکایی بود که در برهه‌های زمانی متفاوت از جنبش‌های گوناگونی از جمله حق رأی زنان، عشق آزاد، سوسیالیسم عرفانی و جنبش پول کاغذی (اسکناس) پشتیبانی می‌کرد. او همچنین نخستین زنی بود که برای انتخابات ریاست جمهوری آمریکا به سال ۱۸۷۲ نام‌نویسی کرد. او نخستین زنی بود که پا به میدان مبارزات انتخابات ریاست جمهوری می‌گذاشت. آن هم نیم قرن پیش از آنکه زنان در آمریکا حق رای به‌دست بیاورند. او در ۳۳ سالگی حتی به سن قانونی برای تصاحب پست ریاست‌جمهوری نرسیده بود هیچ‌وقت هم به طور جدی تبلیغ نکرد و کمپینی برگزار نکرد.

## نگارخانه

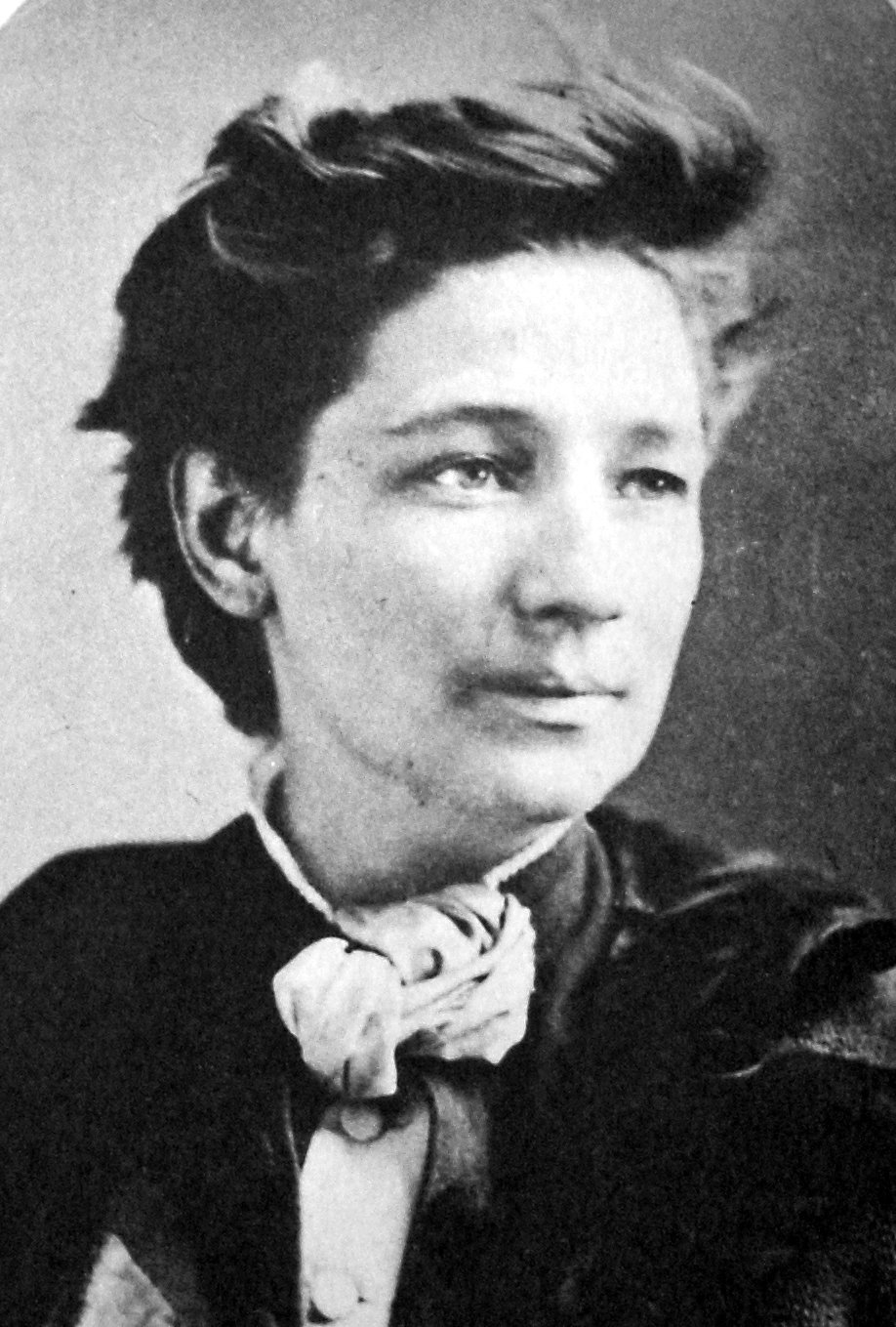
ویکتوریا وودهال